# ایوان کلاوا
ایوان کلاوا (کرواتی: Ivan Kelava; زادهٔ ۲۰ فوریهٔ ۱۹۸۸) بازیکن فوتبال اهل کشور کرواسی است.
وی برای تیم ملی کرواسی ۰ بازی انجام داده و ۰ گل به ثمر رسانده‌است. پست تخصصی این بازیکن نیز، دروازه‌بان است.